# Ударил-убежал
«Ударил-убежал» («hit & run», «boom & zoom», «бум-зум», «соколиный удар») — тактика ведения боя, где целью боевых действий является не захват территорий, а нанесение ущерба противнику и немедленное отступление с целью избежать ответного удара. 
Такие атаки призваны понизить боевой дух противников. Тактика используется в гражданских войнах, при вооружённых сопротивлениях, а также террористами, то есть в тех ситуациях, когда противник многочислен и прямого боя с ним лучше избегать. Однако эта тактика может использоваться и в обычной войне.

## Воздушный бой
Применение тактики «ударил-убежал» в воздушном бою основано на использовании преимущества в высоте. Заключается в атаке противника с пикирования с последующим уходом горкой вверх. Противник, не имея достаточного запаса энергии, не может «достать» атакующего.
Эта тактика позволяет вести эффективный воздушный бой с превосходящими силами противника при условии наличия преимущества в высоте, скорости и скороподъёмности.
Как пишет А. И. Покрышкин в своей книге «Познать себя в бою»:
Уже в первые месяцы войны этот манёвр в ходе атаки давал наибольший эффект, позволял малыми силами успешно действовать в бою. Сводился он к тому, что лётчик, имея преимущество в высоте, атаковал цель сверху, на большой скорости. «Соколиный удар» требовал повышенного мастерства, умения точно поразить врага в короткие мгновения. Скорость спрессовывала секунды, она властно диктовала свои условия.
В 1941—1942 годах японские истребители «Зеро» превосходили аналогичные американские истребители по манёвренности и скороподъёмности. Тактика «ударил-убежал» позволяла американским пилотам уравнивать шансы в воздушных боях.
Также во время Второй Мировой Войны тактика соколиного удара была основной тактикой ВВС Германии на таких самолетах как Fw-190 и Bf-109.
В настоящее время тактика, основанная на превосходстве по высоте, обычно не применяется. Это связано с высокой тяговооружённостью современных самолетов, способных к почти вертикальному набору высоты, а также возможностью произвести пуск ракеты по уходящему противнику. Более того, при пуске ракеты атакующим велика вероятность срабатывания средств оповещения о пуске на атакуемом объекте с дальнейшим принятием мер.